# Anja Pahl
Anja Pahl (* 1975 in Ost-Berlin) ist eine deutsche Schauspielerin.

## Leben
Anja Pahl wuchs in Berlin-Mitte auf. Von 1998 bis 2002 studierte sie an der Hochschule für Musik und Theater „Felix Mendelssohn Bartholdy“ Leipzig und debütierte im Jahr 2000 am Schauspiel Leipzig, dem sie bis 2002 angehörte. Sie wechselte dann an das neue theater Halle und spielte dort bis 2007. Seitdem freischaffend tätig, hatte sie in der Spielzeit 2008/09 ein einjähriges Engagement am Staatstheater Braunschweig, danach kehrte Pahl in ihre Geburtsstadt zurück und trat bis 2014 am Theater am Kurfürstendamm auf. Eine weitere Verpflichtung führte sie von 2014 bis 2016 an das Theater am Potsdamer Platz.
Pahl war Gertrud Stauffacher in Friedrich Schillers Drama Wilhelm Tell, Helena im Sommernachtstraum von William Shakespeare, Béline in Molières Eingebildetem Kranken, Marie Beaumarchais in Clavigo von Johann Wolfgang von Goethe. In Carlo Goldonis Komödie Mirandolina spielte sie die Titelrolle, in dem Stück Zille von Horst Pillau verkörperte sie Claire Waldoff. Bekannte Regisseure, mit denen Pahl arbeitete, waren Johanna Schall, Peter Sodann, Frieder Venus oder Wolfgang Engel.
Schwerpunkt Anja Pahls schauspielerischer Tätigkeit ist das Theater. 2021 stieg sie als Kriminalhauptkommissarin Tamara Meurer in die Krimiserie SOKO Potsdam ein.
Anja Pahl lebt in Berlin.

## Filmografie
- 2007: Polizeiruf 110 – Tod in der Bank
- 2015: Sibel & Max – Andere Umstände
- 2015: Polizeiruf 110 – Ikarus
- 2020: WaPo Berlin – MS Bettina
- seit 2021: SOKO Potsdam (Fernsehserie)
- 2021: Friesland: Bis aufs Blut (Fernsehreihe)

## Hörspiele
- 2006: Nackt in Berlin – Autoren: Gottfried von Einem und Hans Helge Ott – Regie: Gottfried von Einem
- 2007: Nachts die Verhöre – Autor: Wieland Förster – Regie: Götz Fritsch